# Despotyzm teokratyczny
Despotyzm teokratyczny – ustrój, w którym jednostka sprawuje nieograniczoną władzę, będąc jednocześnie zwierzchnikiem religijnym (był to zazwyczaj najwyższy kapłan, uważany za pośrednika między światem ludzi i bogów), a czasem widziano w nim bóstwo, jak np. w starożytnym Egipcie.